# Henry B. Cassel

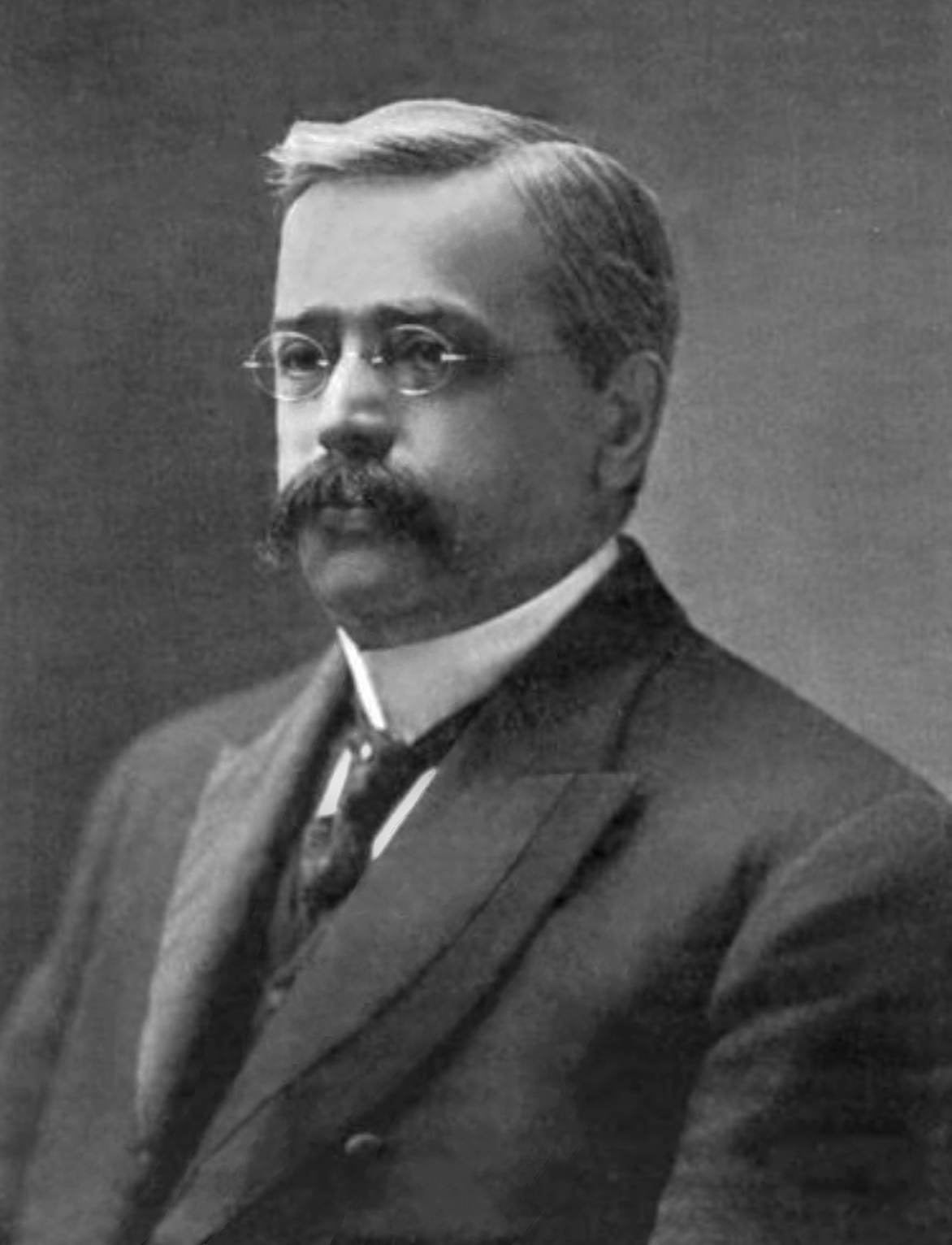
Henry B. Cassel

Henry Burd Cassel (* 19. Oktober 1855 in Marietta, Lancaster County, Pennsylvania; † 28. April 1926 ebenda) war ein US-amerikanischer Politiker. Zwischen 1901 und 1909 vertrat er den Bundesstaat Pennsylvania im US-Repräsentantenhaus.

## Werdegang
Henry Cassel besuchte die öffentlichen Schulen seiner Heimat und das Columbia Classical Institute. Danach arbeitete er im Großhandel und im Holzgeschäft. Gleichzeitig schlug er als Mitglied der Republikanischen Partei eine politische Laufbahn ein. Im Jahr 1881 war er Mitglied im Bezirksvorstand seiner Partei und 1893 war er deren Bezirksvorsitzender. Im Juni 1896 nahm Cassel als Delegierter an der Republican National Convention in St. Louis teil, auf der William McKinley als Präsidentschaftskandidat nominiert wurde. Zwischen 1898 und 1900 saß er als Abgeordneter im Repräsentantenhaus von Pennsylvania.
Nach dem Tod des Abgeordneten Marriott Henry Brosius wurde Cassel bei der fälligen Nachwahl für den zehnten Sitz von Pennsylvania als dessen Nachfolger in das US-Repräsentantenhaus in Washington, D.C. gewählt, wo er am 5. November 1901 sein neues Mandat antrat. Nach drei Wiederwahlen konnte er bis zum 3. März 1909 im Kongress verbleiben. Seit 1903 vertrat er dort den neunten Wahlbezirk seines Staates. Von 1905 bis 1907 war er Vorsitzender des Committee on Accounts.
Nach dem Ende seiner Zeit im US-Repräsentantenhaus arbeitete Henry Cassel im Handwerk. Außerdem war er als Vertragsarbeitgeber (Contractor) unter anderem im Bauwesen tätig. Dabei geriet er mit dem Gesetz in Konflikt: Im Jahr 1909 wurde er wegen Betrugs im Zusammenhang mit dem Bau des Staatskapitols von Pennsylvania verurteilt. Er starb am 28. April 1926 in seinem Geburtsort Marietta.